# Paraty
Paraty è un comune del Brasile nello Stato di Rio de Janeiro, parte della mesoregione del Sul Fluminense e della microregione di Baía da Ilha Grande.
Paraty è il più meridionale dei comuni dello Stato di Rio de Janeiro. Di origini molto antiche, fu il porto principale dal quale i portoghesi esportavano l'oro in epoca coloniale. Posto tra due fiumi ed esteso fino all'oceano, ha un'altitudine di soli 5 m. La città fu infatti progettata in base al flusso delle maree, in modo tale che molte strade si inondassero con l'alta marea, per poter facilitare i trasporti fino alla parte più interna della città.

## Toponimo
Il nome viene dall'omonimo termine tupi che significa pesce bianco (riferendosi a una specie di mugilidae che abbonda nella regione). Negli anni si trasformò da Para' ty in Paraty. Lo stesso termine tupi può essere tradotto con acqua di mare o fiume di mare.

## Storia
Anteriormente alla colonizzazione era una regione abitata dagli indigeni Guaianas, l'inizio del popolamento si data intorno alla prima metà del XVI secolo con il passaggio della spedizione di Martim Afonso de Sousa, già a conoscenza da svariati anni del cammino dei Guaianas che collegava le spiagge di Paraty alla Valle del Paraíba, passando per la catena della Serra do Mar. Il nucleo di popolazione iniziale fu nei pressi del fiume Perequê-Açu, la prima costruzione della quale si hanno notizie è una cappella intitolata a San Rocco. Nel 1636 Maria Jacome de Melo fece una donazione di terre nell'area tra il fiume e Patitiba per poter sistemare la popolazione in continuo aumento, a condizione che gli indigeni locali non fossero molestati e che fosse eretta una nuova chiesa in onore della Nostra Signora del Rimedio. Questo lotto corrisponde all'attuale centro storico.
A partire dal 1654 si registrarono varie ribellioni tra gli abitanti che portarono, anche ispirate dai fatti avvenuti nella vicina Angra dos Reis, al riconoscimento da parte di Alfonso VI di Portogallo di "Città della Nostra Signora del Rimedio di Paraty". Con la scoperta dell'oro nell'area del Minas Gerais, la cittadina guadagnò nuovo impulso, soprattutto quando nel 1702 il governatore decise che i mercanti potevano sì entrare dalla colonia di Rio de Janeiro, ma per portare i loro carichi sulle coste, dovevano passare per quello che fu soprannominato il "cammino dell'oro", il vecchio cammino indigeno che sbuca proprio a Paraty.
Nel 1710 fu proibito per un breve periodo il trasporto del metallo prezioso proprio in questo percorso, fu ristabilizzato e poi di nuovo abolito, causa la costruzione del Caminho Novo (collegava direttamente Rio con Minas Gerais) con conseguente diminuzione di movimento e di decrescita economica.
A partire dal XVII secolo si registrò un incremento nella coltivazione della canna da zucchero e la produzione di distillati, tanto era fiorente questa attività che il termine Paraty fu anche sinonimo di cachaça (distillato di canna da zucchero). Per poter raggirare la proibizione di traffico di schiavi, per volontà del Padre Reggente Diogo Antonio Feijò, lo sbarco degli africani fu fatto fare in Paraty: le strade per le quali circolava dapprima l'oro, furono riutilizzate per il trasporto della produzione caffearia. Ma con l'avvento della ferrovia Estrada de Ferro Central do Brasil passante per Barra do Piraí nel 1864, per Paraty cominciò un periodo di decadenza.
Solo nel 1954 la città e il suo patrimonio furono riscoperti, con la riapertura della strada che collegava allo Stato di San Paolo, facendola fiorire come un polo di attrazione turistica. In questo modo nel 1958 le meraviglie storiche furono suggerite dall'Istituto nazionale del patrimonio storico e artistico. Il movimento turistico si intensificò con la riapertura della BR-101 che va da Rio de Janeiro a Santos nel 1973.
Oggi la città è il secondo polo turistico dello Stato di Rio de Janeiro e il 17º di tutto il Paese.

## Suddivisione
Paraty possiede circa 50 distretti e località. Il più popoloso è Parque de Mangueira con circa 7 000 abitanti e Ilha de Cobras che ha circa 2 000 abitanti.

## Economia

### Turismo
Il lungo processo di paralisi che visse la città durante il XX secolo mantenne conservate le strutture coloniali del centro storico, facendo sì che diventasse una meta turistica. Per le strade fatte di pietre irregolari circolano a piedi turisti di tutto il mondo attratti dalla bellezza della tipica colonia brasiliana; le case storiche furono col tempo riqualificate come bed and breakfast, ristoranti, negozi di artigianato e musei. Le fanno da sfondo montagne ricoperte dalla verde foresta, è infatti circondata da parchi e riserve naturali. Nel suo mare cristallino ha più di 60 isole e 90 spiagge, buona parte di esse accessibili solo tramite barca o cammini sterrati. Altro aspetto di rilievo è la pratica di sport di avventura. Nei percorsi si può camminare anche per svariati giorni. Il giro tradizionale degli appassionati della camminata è la Travessia di Juatinga che costeggia l'omonima penisola in percorsi risalenti all'epoca degli schiavi e che passano per piccole comunità di pescatori che ospitano amabilmente i turisti. Le acque calme e tiepide della Bahia de Ilha Grande sono ideali per praticare canottaggio, vela e surf. Infine, Paraty raccoglie molti turisti grazie ai numerosi festival ed eventi annuali che offre annualmente la regione, ad esempio il Festival da Cachaça de Paraty e il festival internazionale della letteratura Flip.

## Punti di interesse
- Chafariz do Pedreira, posta all'entrata della città, fontana in marmo iniziata nel 1851 e inaugurata nel 1853.
- Sobrado dos Bonecos e Passos da Paixão
- Antiga Cadeia Pública
- Chiesa di Santa Rita da Cascia
- Chiesa di Nostra Signora dei Dolori
- Chiesa Matrice di Nostra Signora dei Rimedi
- Santa Casa de Misericórdia de Paraty
- Forte Defensor Perpétuo e Casa da Pólvora
- Chiesa di Nostra Signora del Rosario e prefettura
- Engenho da Muricana

## Cinema
A Paraty sono state girate sequenze di vari film, lungo e corto metraggi, serie TV e telenovelas, sia locali sia stranieri. I principali lungometraggi sono: 
- Como Era Gostoso o Meu Francês (1970) di Nelson Pereira dos Santos
- Azyllo Muito Louco (1970) di Nelson Pereira dos Santos
- A Moreninha (1971) di Glauco Mirko Laurelli
- Anchieta José do Brasil (1978) di Pedro Paulo Sarraceni
- O Princípio do Prazer (1979) di Luiz Carlos Lacerda
- Gabriela (1983) di Bruno Barreto
- La foresta di smeraldo (1985) di John Boorman
- Bacio della donna ragno (1985) di Héctor Babenco
- Chico Rey (1986) di Walter Lima Jr.
- Leila Para Sempre Diniz (1987) di Luiz Carlos Lacerda
- Ele, O Boto (1987) di Walter Lima Jr.
- Tiradentes (1996) di Oswaldo Caldeira
- Il barbiere di Rio (1996) di Giovanni Veronesi
- Harmada (2005) di Maurice Capovilla.